# Yes Boss
Yes Boss ist ein indischer Bollywood-Film, der 1997 in den indischen Kinos lief. In den Hauptrollen sind Shahrukh Khan und Juhi Chawla zu sehen, die somit zum fünften Mal nebeneinander auftraten. Die Handlung weist viele Ähnlichkeiten zu der 1993 erschienenen US-Komödie Ein Concierge zum Verlieben auf.
In Deutschland erschien die synchronisierte Fassung erst zehn Jahre später am 12. April 2007 auf DVD.

## Handlung
Rahul Joshi ist Assistent in einer Werbeagentur in Mumbai und träumt davon, seine eigene Werbefirma leiten zu können. Als ambitionierter junger Mann will er seinen Boss Siddarth Chaudhary beeindrucken und erledigt für ihn alle beruflichen und privaten Tätigkeiten, mitunter auch die Vertuschung seiner Liebesaffären.
Eines Tages verliebt sich Rahul in das Model Seema Bakshi, doch das Mädchen aus der Mittelklasse ist sehr auf Erfolg bedacht und betont die Vorzüge der Heirat mit einem reichen Mann. Noch dazu ist sein Boss an Seema interessiert und verlangt von Rahul, bei der Eroberung ihres Herzens zu helfen. Seema ist von Siddarths Charme und Vermögen beeindruckt, obwohl sie immer wieder von ihm versetzt wird. Selbst als sie feststellt, dass er eigentlich verheiratet ist, lässt sie sich wieder von ihm einwickeln und spielt sogar die Ehefrau von Rahul, damit Siddarths Frau keinen Verdacht schöpft.
Die Lügengeschichte wird immer komplizierter, als Siddarths argwöhnischer Schwager Bhushan Verdacht schöpft und Siddarths Ehefrau ermuntert, ihren Mann auf die nächste Geschäftsreise in die Schweiz zu begleiten. Dort kann sich Siddarth nur selten mit seiner Geliebten treffen, immer wieder muss Rahul für ihn einspringen und verbringt so sehr viel Zeit mit Seema. Bushans Hinterhalt scheint vorerst vereitelt zu sein, doch zurück in Indien setzt er Rahul noch mehr unter Druck, denn er hat Rahuls Mutter von der angeblichen heimlichen Heirat erzählt.
Rahul muss sich entscheiden, ob er weiter ja und Amen zu seinem Boss sagt, der ihm die Eröffnung seiner eigenen Firma in Aussicht stellt, oder ob er auf seinen Traum verzichtet, um Seemas Liebe für sich zu gewinnen und ihre Ehre zu schützen.

## Auszeichnungen
- Filmfare Award – Bester Playbacksänger
- Screen Award – Bester Playbacksänger

## Kritik
„Nicht immer ganz leichtgewichtige Liebeskomödie mit Bollywood-Star Shahrukh Khan. Unterhaltung auf dem soliden Niveau des Genres, also auch mit allen Standards und Klischees.“